# Kościół Najświętszej Maryi Panny Nieustającej Pomocy w Redzie
Kościół NMP Nieustającej Pomocy w Redzie – rzymskokatolicki kościół parafialny wchodzący w skład dekanatu Reda archidiecezji gdańskiej. 

## Historia
- 1 sierpnia 1986 – biskup Marian Przykucki erygował parafię
- 27 września 1986 – biskup Przykucki poświęcił tymczasową kaplicę i krzyż misyjny, oraz teren pod budowę nowego kościoła. W tym dniu rozpoczęto budowę kościoła wg projektu Ryszarda Szabuniewicza
- 11 sierpnia 1989 – w nieukończonym jeszcze kościele biskup Andrzej Śliwiński odprawił pierwszą mszę
- 19 listopada 1989 – kościół poświęcił biskup Przykucki
- 29 czerwca 1996 – kościół konsekrował biskup Tadeusz Gocłowski[1]
- 20-27 marca 2004 – peregrynacja obrazu Jezusa Miłosiernego w kościele
- Lipiec 2009-maj 2011 – renowacja kościoła. Podczas niej m.in. zainstalowano nowe nagłośnienie, oświetlenie, nowa aranżacja prezbiterium, obrazów, renowacja elementów dachu i elewacji zewnętrznej[2]

## Opis

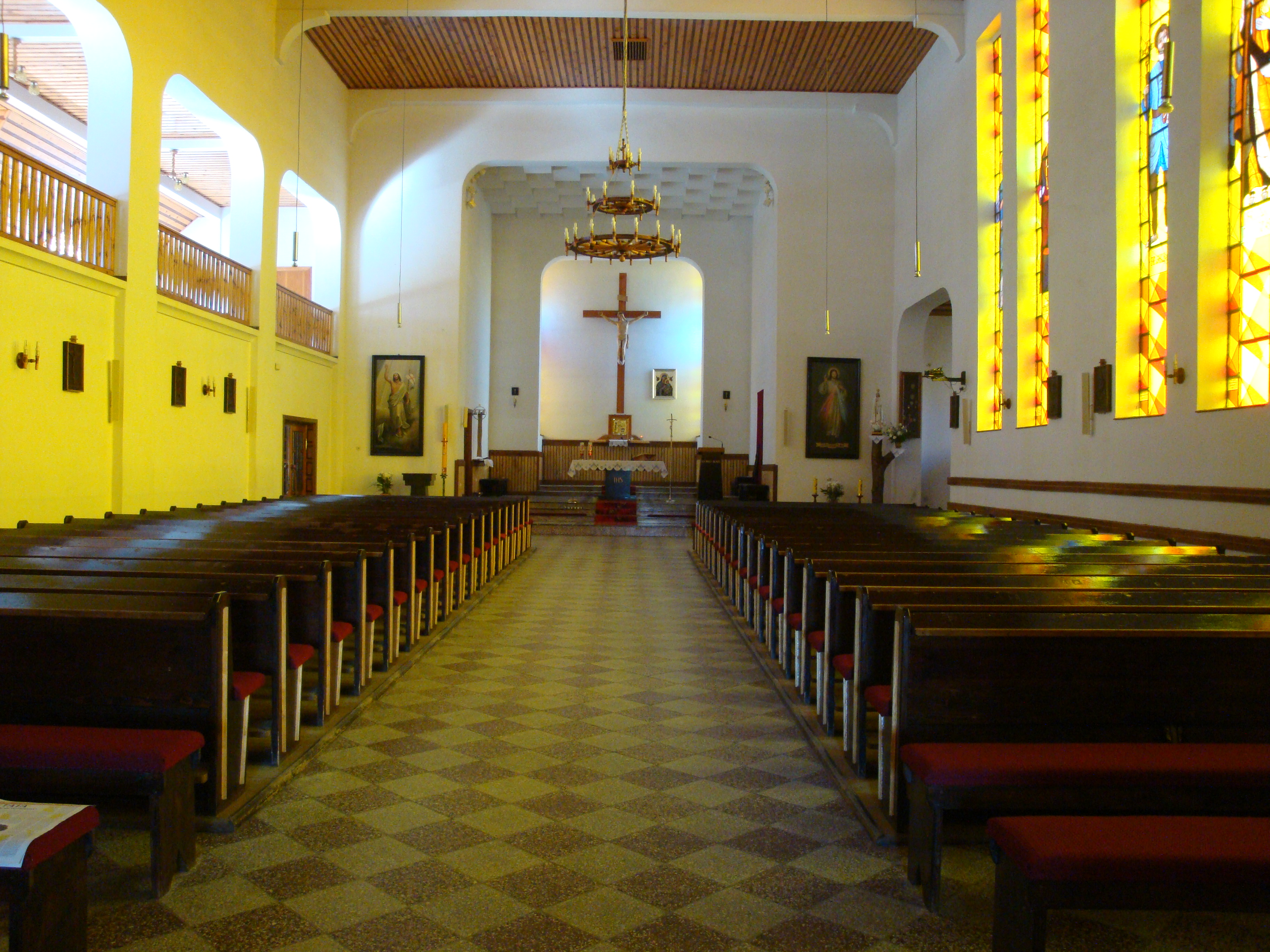
Wnętrze kościoła

Na froncie kościoła znajduje się wieża, wraz z trzema dzwonami odlanymi w Poznaniu o imionach: "Maryja", "Marek" i "Józef". Wnętrze świątyni pokrywa płaski sufit, wyłożony drewnem. Wewnątrz kościoła znajduje się chór organowy, oparty na dwóch betonowych filarach. W prezbiterium znajduje się tabernakulum, oraz krzyż z pasyjką, ufundowane przez parafian. Przed nim stoją: ołtarz z wmurowanymi relikwiami męczenników rzymskich i aktem konsekracji, ambonka, oraz chrzcielnica. Na ścianach wiszą obrazy ukazujące Matkę Nieustającej Pomocy, oraz Jezusa Zmartwychwstałego.